# Ambohitrolomahitsy
Ambohitrolomahitsy ist ein Ort im Norden von Madagaskar. 2001 lebten dort ca. 16.710 Menschen.

## Geografie

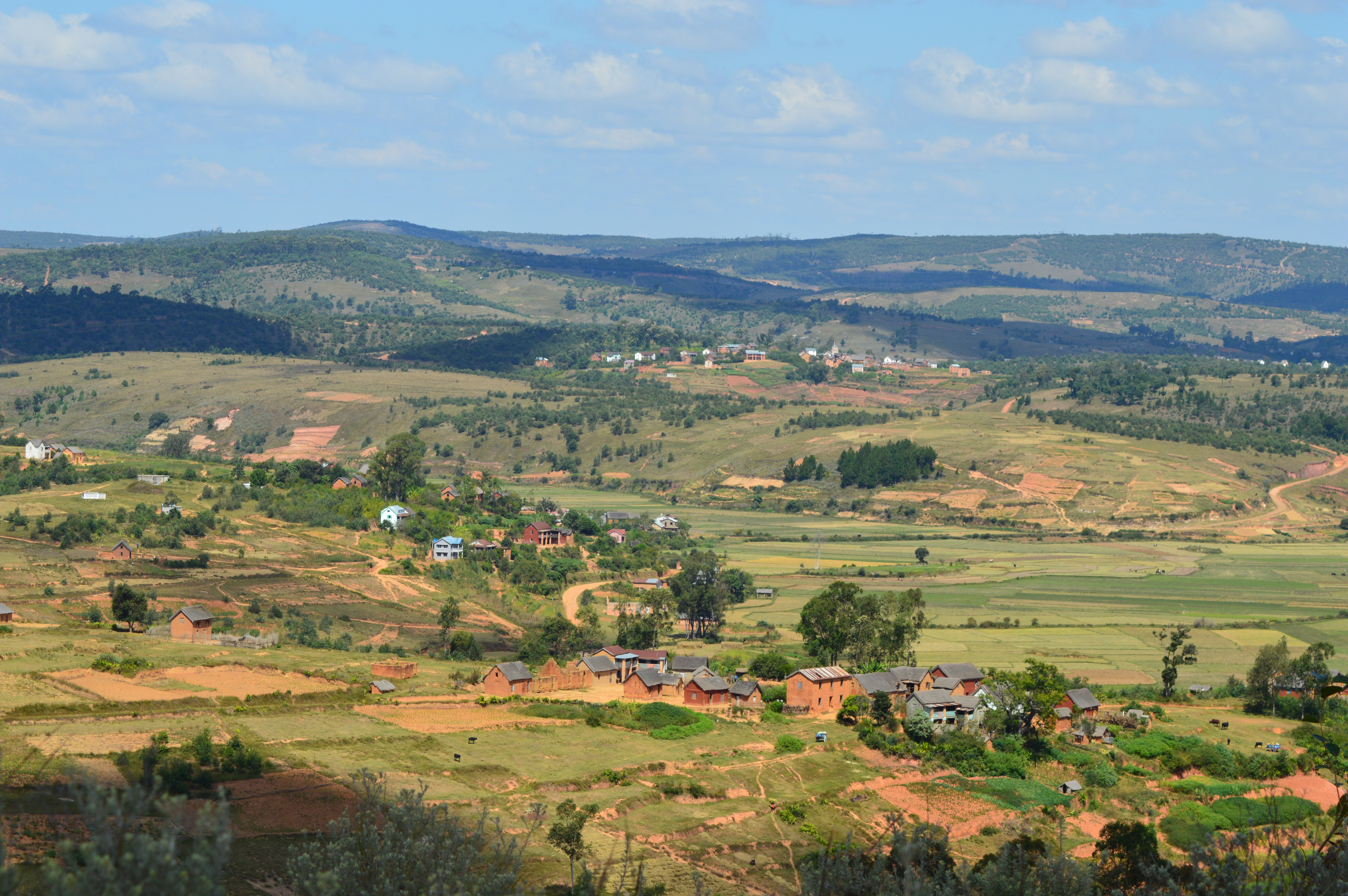
Der Ort Ambohitrolomahitsy 2012

Ambohitrolomahitsy liegt im Distrikt Manjakandriana, in der Region Analamanga.
Die Hauptstadt Antananarivo liegt 26 Kilometer südlich der Stadt.

## Wirtschaft und Infrastruktur
Die Einwohner Ambohitrolomahitsy leben zu 90 % von der Landwirtschaft, bei der sie hauptsächlich Reis anbauen. Des Weiteren arbeiten weitere 10 % im Dienstleistungssektor. Die wichtigsten Güter des Ortes sind Reis, Süßkartoffeln und Maniok.